# Haren (Groningue)
Pour les articles homonymes, voir Haren.
Haren (en groningois : Hoaren) est une ville de la commune néerlandaise de Groningue, située dans la province de Groningue. Elle était une commune indépendante avant le 1er janvier 2019.

## Géographie

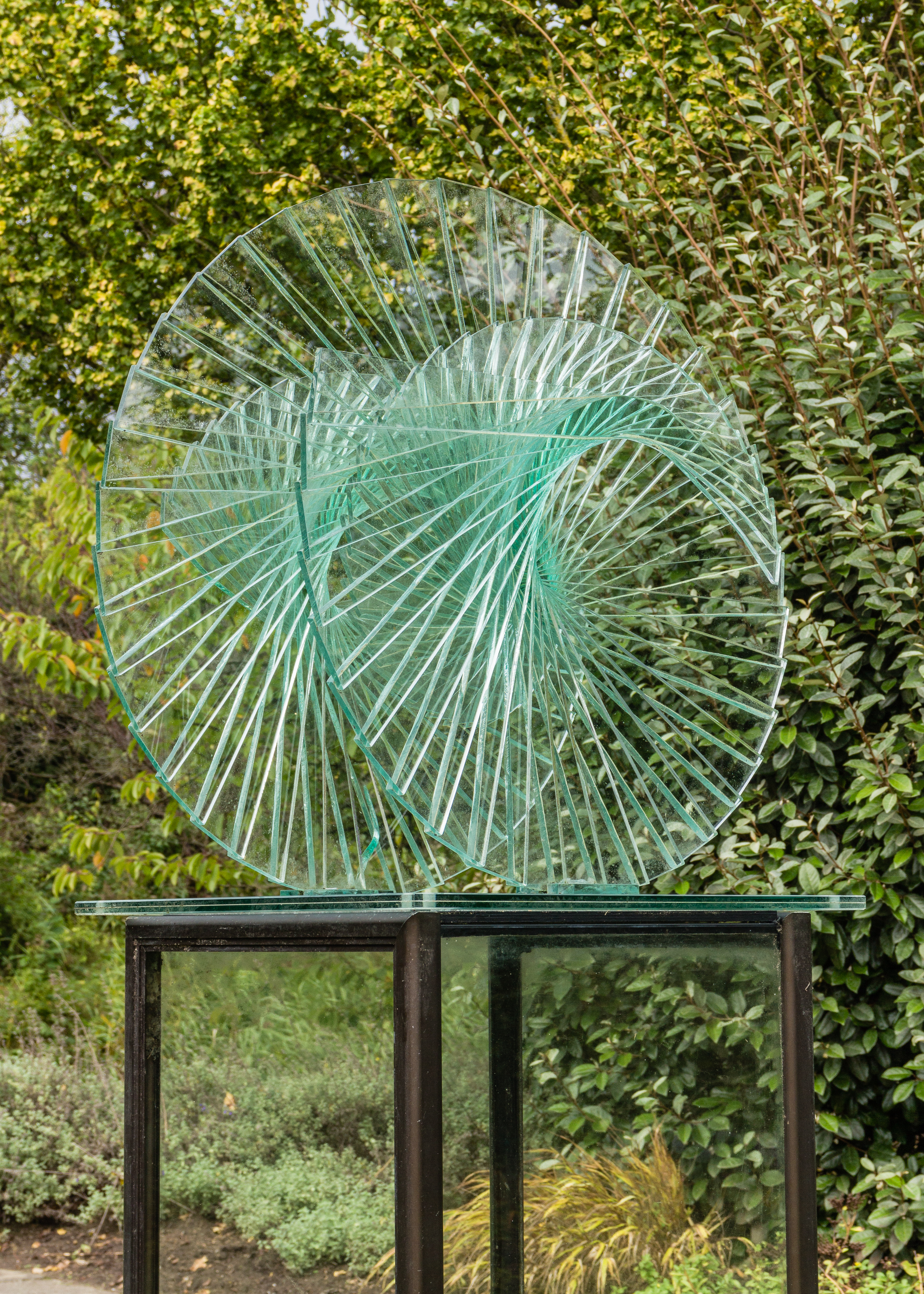
Une sculpture dans le jardin Hortus de Haren. Octobre 2020.

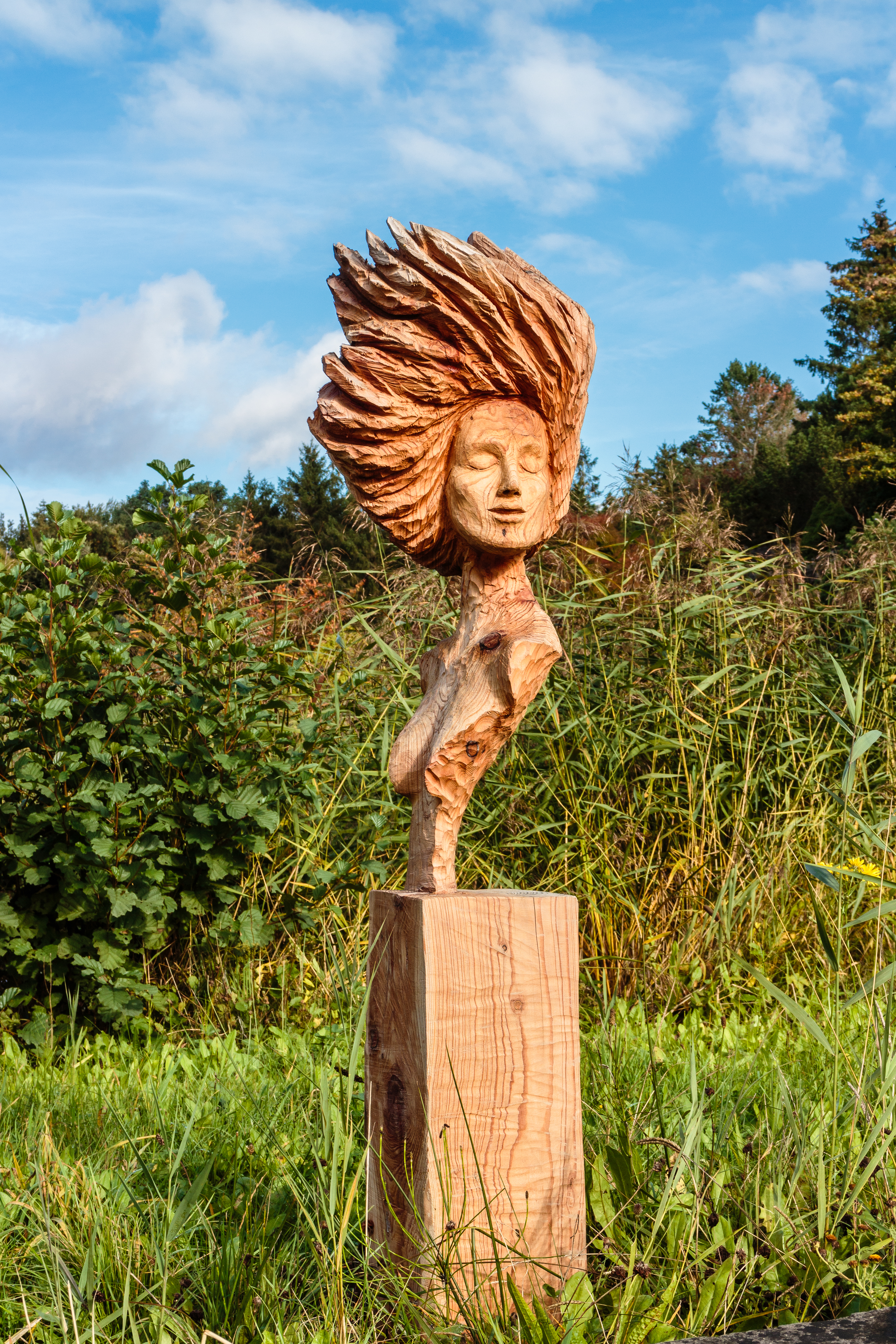
Une autre, intitulée "Dans le vent". Octobre 2020.

La ville s'étend sur 50,7 km2 au sud de Groningue avec laquelle elle forme une seule agglomération.
Elle est située près de l'autoroute A28 qui relie Groningue à Zwolle et Utrecht et possède une gare ferroviaire sur la ligne entre Groningue et Zwolle.

## Histoire
Le hameau d’Essen (ou Yesse) s'est constitué au Moyen Âge autour d'un monastère, qui joua un rôle important dans l'assèchement des marais de Bourtange. 
Le 21 septembre 2012, la ville est le théâtre d'une émeute provoquée par un attroupement de jeunes alcoolisés. Une fille avait envoyé sur Facebook une invitation à ses amis pour fêter ses 16 ans lors d'une soirée « projet X » mais ceux-ci l'avaient relayée à d'autres amis et ainsi plusieurs milliers de jeunes s'étaient rendus à Haren. La fête est annulée du fait de l'affluence trop importante et le rassemblement a dégénéré en heurts avec les 500 policiers présents.
Depuis le 1er janvier 2019, le territoire de l'ancienne commune de Haren fait partie de la commune de Groningue.